# أحمد الصافي النجفي
أحمد الصافي النجفي (1897 - 1977).
هو أحمد بن علي الصافي الحسيني العلوي يعود نسبه إلى الإمام موسى بن جعفر الكاظم.

## حياته
ولد أحمد الصافي النجفي في مدينة النجف عام 1897، وعاش في إيران وسوريا ولبنان وتنحدر أصوله من اسرة علمية دينية يتصل نسبها بـ الإمام موسى الكاظم تعرف بآل السيد عبد العزيز، توفي والده بوباء الكوليرا، الذي انتشر في العراق في تلك الفترة عندما بلغ عمره 11 عاما، فكفله أخوه الأكبر محمد رضا، ثم توفيت والدته سنة 1912 وتلقى علومه الأدبية والدينية وبقية العلوم الطبيعية ومحاضرات عن الفلك والكواكب والطب الإسلامي في مجالس الدرس من خلال جهود علماء الدين ثم أخذ يدرس قواعد اللغة والمنطق وعلم الكلام والمعاني البيان والأصول وشيئا من الفقه على يد الاساتذة المرموقين في النجف وبدأ ينضم الشعر في سن مبكرة، عند بلوغه سن العشرين وابان الحرب العالمية الأولى انتقل من النجف إلى البصرة بحثا عن العمل، ولكنه لم يحظ بتلك الفرصة لضعف بنيته واعتلال صحته، فتركها إلى عبادان ومنها إلى الكويت. عاد إلى النجف بعد أشهر قليله خالي الوفاض، فانكب على دراسة اللغة العربية وفنونها، في العام 1918 شارك مع أخيه الأكبر في ثورة النجف ضد الاحتلال البريطاني، في العام 1920 اسهم واخيه كذلك اسهاما فعالا في ثورة العشرين، فحكم على أخيه بالإعدام الذي خفف للسجن وفي ثورة رشيد عالي الكيلاني عام 1941 زّج الإنكليز به في السجن بعد فشل الثورة، يقول السيد فالح نصيف الحجية في كتاب شعراء النهضة العربية ص 143 : عاد أحمد الصافي النجفي خلسة إلى العراق، وراح ينظم الشعر الوطني- يهاجم فيه الاستعمار والمستعمرين- حتى ألهب الحماس في قلوب العراقيين:
لئن أُسْجَنْ فما الأقفاصُ إلا *** لليثِ الغابِ أو للعندليبِ...
ألا يا بلبلاً سجنوك ظلماً *** فنُحْتَ لفُرقةِ الغصنِ الرطيب
في حين استطاع هو التخفي والتنقل من بلدة لأخرى.
فرّ إلى إيران بعد أن طارده الإنجليز، وعاش في إيران 8 سنوات، تعلّم خلالها اللغة الفارسية وأجادها، ترجَمَ (رباعيّات الخيّام) إلى العربية، وعمل مدرسا للادب العربي في المدارس الثانوية في طهران، بعد عامين ترك التدريس واشتغل بالترجمة والتحرير في الصحف الإيرانية، ثم عاد إلى العراق لكن صحته تدهورت بشكل سريع فنصحه الأطباء بالسفر إلى لبنان لاعتدال جوهما مما يعينه على الراحة والاستشفاء، وصل لسوريا في صيف 1930، ثم انتقل إلى لبنان وعاش في بيروت وكان مصدرُ رزقه الوحيد من طباعة دواوين شعره وكتبه. لقد عاش حياة عجافاً، حياة ممزقة بين السقم واليتم والألم والحرمان حتى انشد قائلاً:
أسیرُ بِجسمٍ مُشْبِهٍ جسمَ مَیِّتٍ *** كأنّي إذا أمشي بهِ حامِلاً نَعْشِي
لقد عاش معاناة الغربة في السجن ووصفها بالغربة داخل الغربة لأنه سجن خارج وطنه فانشد قائلاً:
أری في غربةِ الإنسانِ سجناً *** فكیف بسجنِ إنسانٍ غریبِ؟
في عام 1977 ذهب ليشتري الخبز فأصابته رصاصة من رصاص الحرب الأهلية. هنا تذكّره صدام حسين وأرسل طائرة لنقله إلى العراق وهو شبه أعمى، فقال:
يا عودةً للدار ما أقساها *** أسمعُ بغداد ولا أراها
توفّي بعد ذلك بأيّام. ونُقِلَ جثمانه إلى النجف ليدفن هنالك.

## خصائص شعره
يُعَرف الشاعر أحمد الصافي النجفي بسيرته الشعرية والنضالية قيمة تراثية تستحق التأمل والانبهار في كل حين، وصفه عباس محمود العقاد بقوله: "الصافي أكبر شعراء العربية"

## أعماله
1 - الامواج
2 - اللفحات
3 - الشلال
4 - هزل وجد
- قام بترجمة العديد من الكتب والمؤلفات من اللغة الفارسية إلى اللغة العربية ومن أثاره النادرة في هذا المجال ترجمته الرباعيات

## ابيات مختارة
من أعجب العجب إنه لم يقم للصافي النجفي مهرجان تكريمي في حياته، رغم كثرة المعجبين وعظم مراتبهم، أو أمسية تكريمية في حياته، وقد تحايل عليه الكثيرون، لكن بلا طائل، لأنه لم يألف المجاملة. وحصل أن همس بأذنه أحد المعجبين، من الذين لا يعرفهم، قائلاً أنت «الطائرُ المحكيُّ والآخرُ الصدى» فاعتبر هذا مهرجانه، لخلوه من المجاملة والمحاباة وما إليهما، وعندها قال:
جاء مَنْ لم أعرفه، قال سـلامُ *** قلت مَنْ؟ قال مَنْ بشعرِك هامُوا
كان ذاك السلامُ لـي مهرجاناً *** مهرجاني على الرصيف يُقـامُ!
سُئل ذات مرة في لبنان عن أمير الشعراء فقال:
سألتـْني الشعراءُ أيـن أميرُهمْ *** فأجبـتُ: إيليـا بقـولٍ مطلقِ
قالوا: وأنت! فقلتُ: ذاك أميرُكمْ *** فأنا الأميرُ لأمةٍ لم تُخْلَقِ
عندما اشتدّ علیه المرض في السجن وکان الإنجلیز یعلّلونه کل یوم بأنهم أبرقوا إلی حکومة العراق یسألونها رأیها فیه، وقد مرّ علیه سبعة وعشرون یوماً وهو یستغیث من الداء وهم لا یسمحون بنقله إلی المستشفی، ولمّا اشتدّت علیه وطأة الداء أنشأ قائلاً:
سُجِنتُ وقد أصبحت سلوتي *** من السقمِ، عَدّي لأضلُعي
أعالجُ بالصبرِ برحَ السّقامِ *** ولکنّ علاجيَ لم ینجعِ
أتاني الطبیبُ وولّی سُدیً *** وراحَ الشفیعُ فلم یشفعِ
وکم قیلَ مدِّدْ مدی الاصطبارِ *** ومهما عراکَ فلا تجزع
وکم ذا أمدُّ مدی الاصطبارِ *** فإن زدتُ في مدِّه یُقطع
ولکنّهم صادفوا عقدةً *** بأمريَ تُعیي حِجی الألمعي
حکومةُ لبنانَ قد راجعت *** فرنسا لفکِّي فلم تسطعِ
وراحت فرنسا إلی الإنکلیزِ *** تراجعُهم جَلَّ مِن مرجعِ
وقد راجعَ الإنکلیزُ العراقَ *** وللیومِ بالأمرِ لم یُصدَعِ
فقلتُ: إعجبوا أیّها السامعونَ *** ویا أیّها الخلقُ قولوا معي:
أمِن قوّتي صرتُ أم من ضعفِهم *** خطیراً علی دولٍ أربعِ؟!
بعد ثورة العشرين كان من الأشخاص المطلوبين للاعتقال والمحاكمة ثم الصادر بحقهم عقوبة الشنق، فقال في ذلك:
ولئن أُشْنَقْ تكنْ مقبرتي *** منبراً يعلنُ جرمَ الإنجليزِ
وذات مرة اعتقلته القوات البريطانية إثر وشاية ملفقة، وزجّته في السجن لمدة 43 يوماً تفاقمت إثرها حالته الصحية، وشارف على الخطر، لكن القائمين على السجن نقلوه تحت الحراسة إلى مستشفى سان جورج، ثم أعادوه إلى السجن حينما تماثل للشفاء فكتب في مدة سجنة تلك ديواناً كاملاً باسم حصاد السجن ومن ابيات هذا الديوان:
رمونا كالبضائعِ في سجونٍ *** وعافونا ولم يُبدوا اكتراثا
رمونا في السجن بلا أثاثٍ *** فأصبحْنا لسجنِهمُ أثاثا

## وفاته
رحل عن الحياة يوم 27 حزيران/ يونيو عام 1977 في وهج الحرب الاهلية اللبنانية حيث اصابته رصاصة أطلقها عليه قناص اثناء ذهابه لشراء الخبز، فحمله بعض المارة إلى مستشفى المقاصد، ولم يطل بها مكوثه لصعوبة الوضع القائم آنذاك، هنا تذكّره صدام حسين وأرسل طائرة لنقله إلى العراق وهو شبه أعمى وأصبح مقعداً لابستطيع الحراك فلما وصلها انشد قائلا:
يا عودةً للدارِ ما أقساها *** أسمعُ بغدادَ ولا أراها
وقال بعدها:
بين الرصاصِ نفدتُّ ضمنَ معاركٍ *** فبرغمِ أنفِ الموتِ ها أنا سالمُ
ولها ثقوبٌ في جداري خمسةٌ *** قد أخطأتْ جسمي وهنّ علائمُ
وهناك اجريت له عملية جراحية ناجحة لإخراج الرصاصة من صدره، ولكن العملية زادت جسده نحولا وضعفا فتوفّي بعد ذلك بأيّام. ونُقِلَ جثمانه إلى النجف ليدفن هنالك.